# Anomalomyia subobscura
Anomalomyia subobscura är en tvåvingeart som beskrevs av Tonnoir och Edwards 1927. Anomalomyia subobscura ingår i släktet Anomalomyia och familjen svampmyggor. Inga underarter finns listade i Catalogue of Life.